# 지요정
지요정(千代町)은 후쿠오카현 지쿠시군에 있던 정이다. 현재의 후쿠오카시 하카타구, 히가시구의 일부에 해당한다.

## 역사
- 1889년 4월 1일 - 정촌제 시행에 의해 나카군 지요촌이 성립하였다.
- 1896년 4월 1일 -  미카사군, 무시루다군과 합병해 지쿠시군이 되었다.
- 1912년 10월 1일 - 정으로 승격해 지요정이 되었다.
- 1928년 5월 1일 - 후쿠오카시에 편입되었다.

## 인구
1921년 말 세대수 및 인구는 1796세대, 9602명